# Dark Matter (serie de televisión de 2024)
Dark Matter es una serie de televisión de ciencia ficción creada por Blake Crouch para Apple TV+ que adapta su novela homónima. Se estrenó el 8 de mayo de 2024.
El 16 de agosto Apple informó que renovó la serie para una segunda temporada. Crouch detalló «en el proceso de escritura y filmación de la primera temporada, descubrimos que hay mucha más historia que contar.»

## Argumento
Un físico de Chicago llamado Jason Dessen es secuestrado una noche por una persona que oculta su rostro tras una máscara blanca. Tras ser drogado, despierta en una versión alternativa de su vida. Su esposa y su hijo ya no están, y las personas cercanas a él no lo reconocen. Esto le obliga a luchar para volver a su vida y evitar que la versión alternativa de sí mismo, el hombre tras la máscara blanca, dañe a su familia.

## Personajes
- Joel Edgerton como Jason Dessen.[1][2]
- Jennifer Connelly como Daniela Dessen.[1][2]
- Alice Braga como Amanda.
- Jimmi Simpson como Ryan.
- Oakes Fegley como Charlie Dessen.
- Dayo Okeniyi como Leighton.